# La Loi du milieu
Pour les articles homonymes, voir La Loi du milieu (homonymie).
Cet article concerne le film de 1972. Pour le film de 2000, voir Get Carter.
Pour plus de détails, voir Fiche technique et Distribution.
La Loi du milieu (Get Carter) est un film britannique réalisé par Mike Hodges et sorti en 1971. Il s'agit d'une adaptation du roman Jack's Return Home de Ted Lewis publié un an plus tôt.

## Synopsis
Jack Carter est un tueur froid et méthodique travaillant pour le « milieu » londonien. Lorsqu'il apprend la mort de son frère Frank, il retourne à Newcastle où ce dernier vivait, et où lui-même a grandi. Très vite, il s'aperçoit qu'en dépit des apparences cette mort n'est pas accidentelle comme l'a conclu le rapport de police.
Il mène sa propre enquête, ce qui dérange les activités de Kinnear et Brumby, deux pontes rivaux contrôlant divers trafics derrière une façade respectable. Carter découvre que sa nièce Doreen a été abusée dans une vidéo pornographique amateur et que c'est Margaret, la compagne du père de Doreen, qui a joué le rôle de rabatteuse. Comme il menaçait de dénoncer l'implication des chefs du milieu dans le tournage du film, Frank Carter a été tué par Eric Paice, le chauffeur de Kinnear.
Carter venge son frère en éliminant les maillons les uns après les autres, qu'ils aient pris une part active ou qu'ils aient laissé faire. Quand il a enfin achevé Paice, il est abattu par un tueur à gages lancé à ses trousses par Kinnear.

## Fiche technique
- Titre français : La Loi du milieu
- Titre original : Get Carter
- Réalisation : Mike Hodges
- Scénario : Mike Hodges, d'après le roman Jack's Return Home de Ted Lewis
- Directeur de la photographie : Wolfgang Suschitzky
- Montage : John Trumper
- Direction artistique : Roger King
- Musique : Roy Budd
- Décors : Assheton Gorton
- Costumes : Vangie Harrison
- Production : Michael Klinger
- Société de production : Metro-Goldwyn-Mayer British Studios
- Distribution : Metro-Goldwyn-Mayer
- Pays de production :  Royaume-Uni
- Genre : Thriller, action et film de gangsters
- Langue originale : anglais
- Durée : 112 minutes
- Dates de sortie[2] :
  - Royaume-Uni : 12 mars 1971
  - France : 3 novembre 1971
- Affiche : Macario Gómez Quibus (Espagne)

## Distribution
- Michael Caine (VF : Jean-Claude Balard) : Jack Carter
- Ian Hendry (VF : Jacques Thébault) : Eric Paice
- Britt Ekland (VF : Marion Loran) : Anna, la maîtresse de Carter
- John Osborne (VF : Marc de Georgi) : Cyril Kinnear
- Tony Beckley : Peter
- George Sewell (VF : Jacques Richard) : Con (John en VF) McCarty
- Geraldine Moffatt (VF : Tania Torrens) : Glenda, la maîtresse de Kinnear
- Dorothy White (VF : Michèle Bardollet) : Margaret, la maîtresse de Frank
- Rosemarie Dunham (VF : Michèle Montel) : Edna Garfoot, la logeuse
- Petra Markham (VF : Francine Lainé) : Doreen Carter
- Alun Armstrong (VF : Michel Creton) : Keith, le barman
- Bryan Mosley (VF : William Sabatier) : Cliff Brumby
- Glynn Edwards : Albert Swift
- Bernard Hepton (VF : Claude Joseph) : « Thorpey » Thorpe
- Terence Rigby : Gerald Fletcher, l'employeur de Carter
- John Bindon : Sid Fletcher
- Godfrey Quigley (VF : Raoul Curet) : Eddie
- Kevin Brennan (VF : Alain Nobis) : Harry
- Maxwell Dees : le vicaire
- Liz MacKenzie : Mrs. Brumby
- John Hussey : un architecte
- Ben Aris : un architecte
- Kitty Attwood (VF : Marie Francey) : la dame âgée
- Denea Wilson : la chanteuse dans le pub
- Geraldine Sherman : la jeune fille dans le pub
- Joy Merlyn : une dame au bureau de poste
- Yvonne Michaels : une dame au bureau de poste
- Alan Hockey (VF : Jean-Jacques Steen) : le ferrailleur
- Carl Howard (VF : Claude Joseph) : « J »